# Bachia trisanale
Bachia trisanale е вид влечуго от семейство Gymnophthalmidae.

## Разпространение и местообитание
Видът е разпространен в Бразилия, Еквадор, Колумбия и Перу.
Обитава тропически райони и гористи местности.